# 경북북부교도소
경북북부교도소(慶北北部矯導所)는 대한민국 경상북도 청송군 진보면에 있는 교정시설이다. 대한민국에서는 유일한 슈퍼 맥스 급 교도소이다. 이 때문에 다른 교도소보다 경비가 훨씬 탄탄하며, 이로인해 탈옥이 훨씬 어렵다.
소속은 대구지방교정청이다. 1980년 보호감호법 제정으로 이듬해인 1981년, 신군부가 흉악범이나 강력범을 사회에서 격리하기 위해 청송 제1, 2, 3 보호감호소를 설치한 것이 모태가 되었다. 이후 1983년에 대통령령제11066호에 의해 청송교도소(靑松矯導所)로 명칭이 변경되었다. 제2교도소는 대부분 독방으로 구성되어 있다. 경북직업훈련교도소는 직업훈련 전담 교도소이다.
그러나 지역주민들은 감호자와 흉악범을 수용하는 교도소를 연상하게 된다며, 청송교도소의 명칭을 변경할 것을 요청해왔고 2010년 8월 2일, 대통령령 제22313호에 의해 청송제1교도소, 청송직업훈련교도소, 청송제2교도소, 청송제3교도소는 각각 경북북부제1교도소, 경북직업훈련교도소, 경북북부제2교도소, 경북북부제3교도소로 명칭이 변경되었다. 명칭이 변경되었지만 사람들은 경북북부교도소라는 명칭이 낯설어 청송교도소라고 부르고 있다.
흉악범들만 전문적으로 수감시키는 교도소 시설로 입지조건 자체가 마치 교도소를 만들기 위해 갖추어진 지형이라고 봐도 무방한 수준이다. 교도소 뒷편으로는 광덕산이 자리잡고 있으며 그 외의 방향은 모두 절벽이다. 교도소를 병풍처럼 둘러싼 절벽 덕분에 불어온 바람이 되돌아나가게 되어 돌개바람이 많고 겨울에 바람이 강한 편이다. 인근에는 대한민국 50향토보병사단 121 보병 연대 "해룡"연대의 예하대대가 주둔해 있다. 때문에 경북북부교도소가 설립된 이래 지금까지 탈옥에 성공한 수감자는 단 한 명도 없다.
경북북부 교정시설 근처의 주요 건물로는 농산물품질관리원 청송영양사무소, 태조강현대왕영전, KT진보연협 잎담배 공동작업장, 청송농기계임대센터 진보분소 등이 있다.

## 주요 죄수
- 김길태
- 오원춘
- 조두순
- 성병대
- 김태촌
- 고종석
- 신창원
- 최인구
- 조명훈

## 같이 보기
- ADX 플로렌스 교도소
- 흑돌고래 교도소
- 흰올빼미 교도소
- 벨마쉬 교도소
- 후츄 형무소
- 반쿠안 교도소
- 산테 교도소
- 캠프22